# Corcelles-près-Payerne
Corcelles-près-Payerne es una comuna suiza del cantón de Vaud, situada en el distrito de Broye-Vully. Limita al norte con las comunas de Grandcour, Vallon (FR) y Missy, al este con Dompierre (FR) y Russy (FR), al sur con Montagny (FR), y al oeste con Payerne.
La comuna hizo parte hasta el 31 de diciembre de 2007 del distrito de Payerne, círculo de Grandcour.

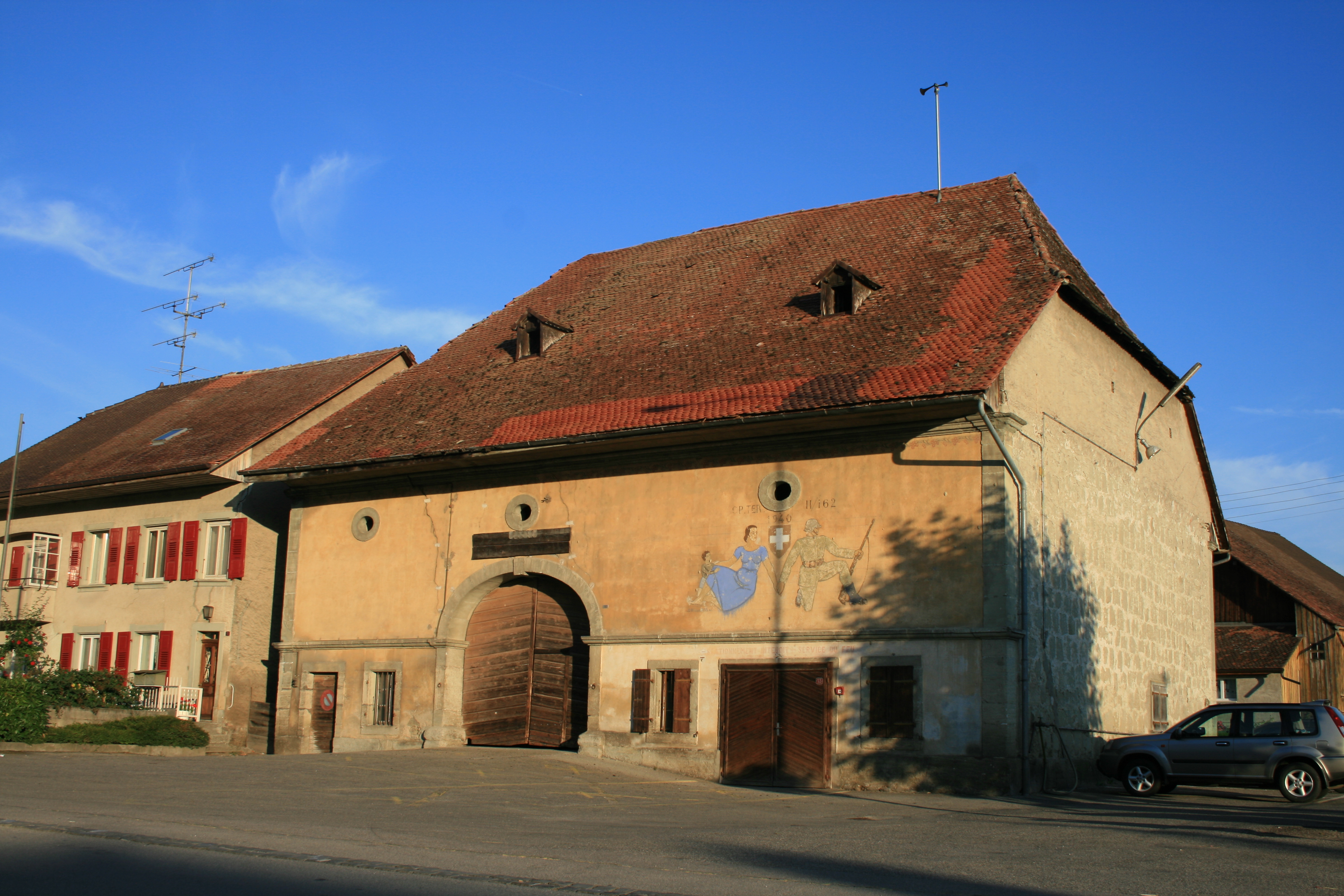
Granja en Corcelles-près-Payerne.

## Transportes
Ferrocarril
Cuenta con una estación ferroviaria en la que efectúan parada trenes regionales.